# La prigioniera del Sudan
La prigioniera del Sudan (Timbuktu) è un film statunitense del 1959 diretto da Jacques Tourneur. È ambientato a Timbuktu (Africa), ma è stato girato nel Coral Pink Sand Dunes State Park di Kanab, nello Utah.

## Trama
Un avventuriero americano si trova coinvolto nella rivolta dei tuareg , che approfittano della guerra in Europa per ribellarsi al dominio francese.